# Black or White
Black or White је био први хит сингл са албума  објављеног октобра 1991. године пјевача Мајкла Џексона.
Пјесма је мјешавина денса, хард рока и репа.
Провела је на првом мјесту билборд топ сто хитова чак седам недјеља.
Музику и текст је написао сам Џексон, а реп дио Бил Ботрел, док увод пјесме изводи славни гитариста Слеш.
"Black or White" је пјесма која говори о једнакости раса.

## Спот
У споту "Black or White" се поред Џексона појављују Меколи Калкин, Тес Харпер, Џорџ Венд и супермодел Тајра Бенкс.
Спот је режирао Џон Лендис који је такође одговоран за чувени Џексонов спот "Thriller".
Постоје двије верзије спота: дужа и краћа. Дужа приказује Џексона који све вријеме плеше, док у посљедње четири најконтроверзније минуте пјевач лупа прозоре, уништава аутомобил и ствари које симболизују нацизам, укључујући и кукасти крст.
Пошто је спот изазвао бурне реакције због Џексонових насилних покрета од којих неки садрже велику дозу сексуалности, пјевач је касније објаснио како је у питању опонашање инстинкта црног пантера у кога се сам претвара у току спота.

## Позиције
| Чарт                 | Највиша позиција |
| -------------------- | ---------------- |
| САД                  | 1                |
| Аустралија           | 1                |
| Белгија              | 1                |
| Канада               | 1                |
| Француска            | 1                |
| Република Ирска      | 1                |
| Италија              | 1                |
| Нови Зеланд          | 1                |
| Норвешка             | 1                |
| Шпанија              | 2                |
| Шведска              | 1                |
| Швајцарска           | 1                |
| Уједињено Краљевство | 1                |
| Аустрија             | 2                |
| Немачка              | 2                |
| Данска               | 3                |
| Холандија            | 2                |